# Windows Server
Windows Server is een reeks van Windows-versies, ontwikkeld door Microsoft.

## Functies
Windows Server bevat steeds Active Directory, een DNS-server, DHCP-server en group policy.

## Versies
- Windows Server 2003, de server editie van Windows XP.
- Windows Server 2008, de server editie van Windows Vista.
- Windows Server 2008 R2, de server editie van Windows 7.
- Windows Home Server 2011, gebaseerd op Windows Server 2008 R2.
- Windows Server 2012, de server editie van Windows 8.
- Windows Server 2012 R2, de server editie van Windows 8.1.
- Windows Server 2016, de server editie van Windows 10 v1607.
- Windows Server 2019, de server editie van Windows 10 v1809.
- Windows Server 2022, de server editie van Windows 10 21H2